# Challenger de Andria 2022
El torneo Internazionali di Tennis Castel del Monte 2022 fue un torneo de tenis perteneció al ATP Challenger Tour 2022 en la categoría Challenger 80. Se trató de la 7ª edición; el torneo tuvo lugar en la ciudad de Andria (Italia), desde el 21 hasta el 27 de noviembre de 2022 sobre pista dura bajo techo.

## Jugadores participantes del cuadro de individuales
| Favorito | País                        | Jugador          | Rank1 | Posición en el torneo |
| -------- | --------------------------- | ---------------- | ----- | --------------------- |
| 1        | Bandera de Hungría          | Márton Fucsovics | 97    | Semifinales           |
| 2        | Bandera de Francia          | Hugo Gaston      | 106   | Primera ronda         |
| 3        | Bandera de República Checa  | Tomáš Macháč     | 112   | Cuartos de final      |
| 4        | Bandera de Estados Unidos   | Michael Mmoh     | 118   | Baja                  |
| 5        | Bandera de Austria          | Jurij Rodionov   | 122   | Cuartos de final      |
| 6        | Bandera de Suecia           | Elias Ymer       | 128   | Primera ronda         |
| 7        | Bandera de los Países Bajos | Jelle Sels       | 133   | Segunda ronda, retiro |
| 8        | Bandera de Bélgica          | Zizou Bergs      | 135   | Segunda ronda         |

- 1 Se ha tomado en cuenta el ranking del 14 de noviembre de 2022.

### Otros participantes
Los siguientes jugadores recibieron una invitación (wild card), por lo tanto ingresan directamente al cuadro principal (WC):
- Federico Arnaboldi
- Gianmarco Ferrari
- Stefano Travaglia

Los siguientes jugadores ingresan al cuadro principal tras disputar el cuadro clasificatorio (Q):
- Mathys Erhard
- Arthur Fils
- Alibek Kachmazov
- Illya Marchenko
- Stuart Parker
- Andrew Paulson

## Campeones

### Individual Masculino
- Leandro Riedi derrotó en la final a  Mikhail Kukushkin, 7–6(4), 6–3

### Dobles Masculino
- Julian Cash /  Henry Patten derrotaron en la final a  Francesco Forti /  Marcello Serafini, 6–7(3), 6–4, [10–4]